# Нарсе V Камсаракан
Нарсе V Камсаракан (вірм. Ներսեհ Կամսարական; д/н —бл. 700) — 6-й гахерец ішхан (головуючий князь) Вірменії в 689—691 роках.

## Життєпис
Походив з вірменського шляхетського роду Камсаракан, що тісно був пов'язаний з візантійською знаттю. Онук Нарсе, ішхана Шираку. Син Ваана II Камсаракана. 688 року імператор Юстиніан II намагався зайняти Вірменію, але наштовхнувся на спротив гахерец ішхана Ашота II Багратуні, після смерті якого знову перейшов у наступ і 689 року поставив на чолі вірменії Нарсе Камсаракана. Останній не зміг здобути широкої підтримки серед вірменських нахарарів.
691 року Смбат VI Багратуні за підтримки арабських військ здолав Нарсе, який змушений був залишити Вірменію. Про подальшу діяльність його нічого невідомо. Ймовірно деякий час намагався повернути владу, оскільки до 693 року титулювався ішханом Вірменії. Вважається, що отримав титул патрикія й мешкав решту життя в Константинополі. Помер близько 700 року.

## Родина
Дружина — Шушанік, донька Евзерка і онука Саака II Камсаракана
Діти:
- Грагат, ішхана Шираку
- Григор